# Maratonul Messier

Declinația /vs/ ascensia dreaptă a obiectelor Messier, în raport cu constelațiile moderne, ecliptica și Calea Lactee

Maratonul Messier este o competiție între astronomi, mai ales amatori.  Scopul este observarea, cu ajutorul unui telescop, într-o singură noapte, a unui număr cât mai mare de obiecte din Catalogul Messier.
Catalogul Messier a fost compilat de astronomul francez Charles Messier, la sfârșitul secolului al XVIII-lea și este compus din 110 obiecte relativ strălucitoare de pe cerul profund (galaxii, nebuloase și roiuri de stele).

## Istorie
Maratonul Messier a fost inventat, în mod independent, de mai mulți astronomi din America de Nord (între care Tom Hoffelder, Tom Reiland și Don Machholz) și de astronomi amatori din Spania, în anii 1970.
Cel dintâi care a reușit această probă a fost astronomul amator Gerry Rattley, în noaptea de 23 spre 24 martie 1985. Acesta a completat lista cu cele 110 obiecte Messier într-o singură noapte, în Dugas, Arizona. O oră mai târziu, astronomul Rick Hull a raportat și el acest succes, din Anza, California.

## Definiție
În a doua jumătate a lunii martie - începutul lunii aprilie, este posibil să fie văzute toate obiectele Messier, în cursul unei singure nopți. Acest fapt a dat loc unei competiții amicale, între astronomi (amatori și, de ce nu, profesioniști) cunoscută sub numele de Maratonul Messier, care are ca temă observarea totalității obiectelor din catalog într-o singură noapte, în condiții cât mai apropiate de cele pe care le avea Messier în secolul al XVIII-lea. Trebuie evitate dispozitivele GoTo și reperajele prin coordonate, întrucât Messier nu dispunea decât de un mic instrument fără astfel de facilități.
La latitudini joase din nord, în special în jurul latitudinii de 25° N, este posibil să se observe toate obiectele din catalogul Messier într-o singură noapte, în timpul unei „ferestre” de câteva săptămâni de la mijlocul lunii martie până la începutul lunii aprilie. În această perioadă, nopțile întunecate din jurul fazei de Lună Nouă sunt cele mai bune pentru un Maraton Messier.

### Desfășurare
În practică, o noapte de maraton se descompune în mai multe perioade de intensitate inegală. Este mai întâi sprintul de plecare, veritabilă cursă contra cronometru, pentru a găsi obiectele cele mai la vest în timpul crepusculului astronomic, înainte ca acestea să dispară sub orizont. Obiectele cele mai dificil de reperat sunt galaxia M110, alături de M31 (galaxia Andromeda), și de M33 (galaxia Triunghiului). 
Următoarele două ore servesc la observarea unui număr de vreo douăzeci de obiecte dispersate de la Pupa la Cassiopeia, admirarea unui număr de vreo cincizeci de obiecte, îndeosebi galaxii. 
 Faza finală a maratonului constă în observarea unor zeci de roiuri deschise și globulare și nebuloase.
În perioada desfășurării maratonului, pe cerul de dimineață al teritoriului României, nu poate fi observat roiul globular M30. În consecință, cel puțin pentru observatorii aflați în România, Maratonul Messier se reduce la 109 obiecte.

### Alte perioade posibile
Un Maraton Messier incomplet poate fi efectuat și în alte perioade ale anului. În special, există o scurtă fereastră din jurul echinocțiului de toamnă, când cele mai multe obiecte Messier pot fi văzute.

## Organizare
În mod obișnuit, Maratoanele Messier sunt organizate de cluburi astronomice locale sau de societăți astronomice, cel puțin o dată, în fiecare an. Cluburile / societățile organizatoare eliberează certificate de participare sau pentru reușirea găsirii unui anumit număr de obiecte Messier.